# Kameneț, Iambol
Kameneț (în bulgară Каменец) este un sat în comuna Straldja, regiunea Iambol,  Bulgaria. 

## Demografie
Componența etnică a satului Kameneț
     Bulgari (92,94%)
     Romi (5,64%)
     Nicio identificare (0%)
     Altele (1,41%)
La recensământul din 2011, populația satului Kameneț era de 425 locuitori. Din punct de vedere etnic, majoritatea locuitorilor (92,94%) erau bulgari, cu o minoritate de romi (5,64%). Pentru 0% din locuitori nu este cunoscută apartenența etnică.